# おてんばエリザベス
『おてんばエリザベス』 (Naughtiest Girl series) は、イギリスの女流作家イーニッド・ブライトンが1940年代から1950年代に書いた小説。

## 概要
家庭教師を10人追い出した御転婆な少女エリザベスのホワイテリーフ (Whyteleafe) 学園(寄宿学校)での寮生活を描いた作品である。
イーニッド・ブライトンは他にも寮生活を舞台とし、少女を主人公とした小説を発表している。しかし、それらは女子校が舞台であり、本作は共学が舞台という点で他と一線を画している。

## シリーズ
- おてんばエリザベス　The Naughtiest Girl in the School （1940年）
- おてんばエリザベスのすてきな友だち　The Naughtiest Girl Again（1942年）
- おてんばエリザベスのすてきな夢　The Naughtiest Girl is a Monitor（1945年）
- Here is the Naughtiest Girl（1952年）

また、アン・ディグビーの著として以下がある。
- The Naughtiest Girl Keeps a Secret（1999年）
- The Naughtiest Girl Helps a Friend（1999年）
- Naughtiest Girl Saves the Day(2000年)
- Well Done, the Naughtiest Girl(2000年)
- The Naughtiest Girl Wants to Win(2001年)
- Naughtiest Girl Marches On(2001年)

### 日本語訳
『おてんばエリザベス』佐伯紀美子訳、若林三江子画(1986年)ポプラ社の抄訳とは別に以下の完訳がある。
- - 『学校一のいたずらっ子エリザベス』村野杏訳、山田千鶴子画、新学社(1993年)[2]
  - 『続・学校一のいたずらっ子エリザベス』村野杏訳、山田千鶴子画、新学社